# Generositetsprincipen
Generositetsprincipen kallas den princip inom vetenskapsteorin vars syfte är att uppnå ett rationellt samtal.
Principen innebär att en forskare som läser en annan författares text först försöker förstå texten och få ut så mycket mening som möjligt ur den. Ibland kontrollerar forskaren med författaren att den uppfattat texten rätt eller om författaren vill göra något tillägg innan diskussionen för eller emot texten börjar. I själva debatten finns knep som inte är tillåtna, till exempel Ad hominem-argument som personangrepp.
Principen syftar till att undvika att resonemang hängs upp på lösryckta citat eller något som kan tolkas på olika sätt som inte stämmer med författarens avsikt. Man vill nå en så rättvisande och sann bild som möjligt.
Principen tillskrivs inte någon enskild person, men den amerikanska filosofen Donald Davidson (1917–2003) var den som förklarade den tydligt och systematiskt.
Julian Baggini, redaktör för The Philosophers' Magazine, listade 2010 generositetsprincipen som en av de 10 största filosofiska principerna.
Motsatsen till generositetsprincipen har kallats både "ogenerositetsprincipen" och "illvillighetsprincipen".

## I Sverige
I Sverige har både Katarina Barrling och Linnéa Claeson problematiserat illvilliga tolkningar i det offentliga samtalet. Stina Oscarson sade 2019 att "Vi har ett offentligt samtal idag som präglas av en missförståelseinstinkt. Alltså instinkten är inte att förstå, den är snarare att missförstå."